# Ретросексуальность
 Ретросексуальность  (лат. retro — «обратно, назад» + лат. sexualis — «половой») — характеристика поведения гетеросексуального мужчины, выражающегося либо в значении «мужик-работяга» без «мачизма» и маргинальной склонности к выпивке, либо интеллигент с манерами джентльмена и склонностью в одежде в духе ранних 1960-х годов — маскулинность, также может подразумеваться, что мужчина придерживается поведения с противоположным полом как мачо, но не прибегает к агрессивно-демонстрационной подаче себя.

## Происхождение термина
Ввёл в широкий обиход термин retrosexual как и понятие метросексуальности — британский журналист Марк Симпсон, колумнист таких известных журналов и газет как The Times, The Guardian, GQ Style, Vogues Hommes International, The Independent on Sunday и пр. Симпсон использовал этот термин, характеризуя стиль Дэвида Бэкхема:

Beckham is the uber-metrosexual, not just because he rams metrosexuality down the throats of those men churlish enough to remain retrosexual and refuse to pluck their eyebrows, but also because he is a sportsman, a man of substance — a «real» man — who wishes to disappear into surfaceness in order to become ubiquitous — to become media.— Mark Simpson, «Beckham, the virus»(2003)
Следует отметить, однако, что автором самого слова «ретросексуал» Симпсон не является. В 1994 году певица Биби Бьюэлл (англ. Bebe Buell) выпустила альбом «Retrosexual»; ещё в 90-е годы это слово могло носить юмористический оттенок и использоваться для обозначения человека, который в последний раз занимался любовью так давно, что это можно отнести к области преданий (англ. It's been so long I've become a retrosexual.).

## Характерные черты ретросексуала
В противоположность метросексуалу ретросексуал уделяет мало внимания уходу за собственным внешним видом. Он отвергает дезодоранты, кремы и, тем более косметику. Он может выглядеть ухоженным, но ни в коем случае не холёным. Образцом ретросексуала считается шотландский актёр Шон Коннери.
Ретросексуал стремится создать образ эмоционально устойчивого, уверенного, смелого, ответственного, целеустремленного, дисциплинированного, надёжного мужчины. Некоторые черты, которые стереотипно ассоциируются с ретросексуальным образом:
- доминирующее положение в союзе с женщиной, галантное и охранительное отношение к ней;
- мужественность (с некоторой долей брутальности);
- отсутствие манерности и изнеженности;
- наличие увлечений и привычек, подчёркивающих гендерную принадлежность (спорт, охота, рыбалка, автомобиль);
- непридание значения моде, предпочтение традиционной мужской одежды;
- трата небольшого количества (по сравнению с женщиной) времени и сил на уход за собственным телом.[7]

## Образы мужчин-ретросексуалов
|  |  |  |  |